# 超級機器人大戰A
《超級機械人大戰A》為萬普的回合制戰略RPG。簡稱「機戰A」「SRWA」。

## 概要
標題的「A」是指「Another/Advance」的意思。另外亦有超級機械人大戰系列「Game Boy Advance第一個作品」的意思。全39話/全58關。
宣傳詞為「極限的近距離，無限遠的世界」。

### 移植版
在2006年，在日本，本作移植到手提電話FOMA90xi的i-αppli《超級機械人大戰i》。

### 重製版

「超級機械人大戰A PORTABLE」的遊戲封面

另外，於2008年6月19日在PlayStation Portable平台，發售了《超級機械人大戰A PORTABLE》。（下稱PSP版）
戰鬥動畫大多流用自家用機。系統方面加入了最新的系統。
活用UMD的大容量加入了戰鬥動畫和配音。本作有些角色是第一次配上語音，《機動戰士Z GUNDAM》起用了劇場版的聲優（角色樣貌則沿用TV版）。畫面解像度的上升使角色的樣子更加鮮明，另外有一部份的角色亦有重新繪圖。另外，較早推出在PSP上的《超級機械人大戰MX PORTABLE》雖然有角色有表情變化，但本作則沒有。

## 參戰作品

### 一覽
★標誌為系列作初參戰作品、☆標誌為在攜帶機中的初參戰作品
- ★機動戰艦撫子（機動戦艦ナデシコ）
- 機動戰士GUNDAM（機動戦士ガンダム）
- 機動戰士GUNDAM 第08MS小隊（機動戦士ガンダム 第08MS小隊）
- 機動戰士GUNDAM0083 星塵的回憶（機動戦士ガンダム0083 STARDUST MEMORY）
- 機動戰士Z GUNDAM（機動戦士Ζガンダム）
- 機動戰士GUNDAM ZZ（機動戦士ガンダムΖΖ）
- 機動戰士GUNDAM 逆襲的夏亞（機動戦士ガンダム 逆襲のシャア）
- 機動武鬥傳G GUNDAM（機動武闘伝Gガンダム）
- 新機動戰記GUNDAM W 無盡的華爾茲（新機動戦記ガンダムW Endless Waltz）
- 無敵超人珍寶3（無敵超人ザンボット3）
- 無敵鋼人泰坦3（無敵鋼人ダイターン3）
- ★機甲戰記威龍（機甲戦記ドラグナー）
- 魔神Z（マジンガーZ）
- 金剛大魔神（グレートマジンガー）
- 金剛戰神（UFOロボ グレンダイザー）
- 蓋特機器人（ゲッターロボ）
- 蓋特機器人G（ゲッターロボG）
- 真蓋特機器人（原作漫畫版）（真ゲッターロボ（原作漫画版））
- 超力電磁俠（超電磁ロボ コン・バトラーV）
- ☆V型電磁俠（超電磁マシーン ボルテスV）
- 鬥將大武士（闘将ダイモス）
- 萬普原創（バンプレストオリジナル）

### 解說
首次登場的作品有《機動戰艦撫子》和《機甲戰記威龍》2個作品。《V型電磁俠》是攜帶機參戰。照顧到較年輕玩家，大部份作品也是80年代的作品。
參戰作品中很多駕駛員的樣子和《F/F完結編》相同。
另外，《A PORTABLE》發售時，代理商由萬普變為南夢宮萬代遊戲（萬普名義），本作和南夢宮萬代之前發售的系列作不同，是以《萬普原創》來表示原創人物及機体。

### 封面登場機體
Game Boy Advance版
- 艾斯特巴利斯OG Frame・明人機（機動戰艦撫子）
- 閃光GUNDAM（機動武鬥傳G GUNDAM）
- 威龍1型（機甲戰記威龍）
- （金剛戰神）
- 大武士（鬥將大武士）

PlayStation Portable版
- 魔神Z（魔神Z）
- （V型電磁俠）
- 珍寶3（無敵超人珍寶3）
- （超力電磁俠）
- νGUNDAM（機動戰士GUNDAM 逆襲的夏亞）
- 艾斯特巴利斯OG Frame・明人機（機動戰艦撫子）
- 泰坦3（無敵鋼人泰坦3）
- 威龍1型（機甲戰記威龍）
- （機動武鬥傳G GUNDAM）
- 真蓋特1（真蓋特機器人（原作漫畫版））
- 大武士（鬥將大武士）

## 原創角色

### 主角
本作有男主角或女主角可選，分別為亞克賽爾·阿爾瑪（男主角）及拉米亞·拉布雷斯（女主角）。沒被選的一方會與玩家成為敵人。機體方面，超級系與真實系機體合起來共有5機可選。另外所有角色的聲優均為PORTABLE及OG版本登場。
亞克賽爾·阿爾瑪（聲優：神奈延年）
拉米亞·拉布雷斯（聲優：清水香里）

### 主角機
超級系
奪魂者（Soulgain）（男主角専用機）
安潔露可（AngelG）（女主角専用機）
瓦薩卡（Vaisaga）（男女兼用機）

真實系
灰燼救世主（Ashsaviour）（男女兼用機）
拉茲安格利夫（男女兼用機）

## 工作人員

### GBA版
製作人
森住惣一郎
寺田貴信
じっぱひとからげ
導演
赤羽仁
編劇
森住惣一郎
原創角色設計
河野さち子
原創機體設計
藤井大誠
斎藤和衛

### PSP版
製作人
寺田貴信、じっぱひとからげ
導演
早浚真澄、岡田英樹
原創機體設計
藤井大誠、齋藤和衛
原創角色設計
河野さち子
腳本
森住惣一郎
圖像監督
宝木金太郎、岸田輝哉
戰鬥Cut-in圖像
糸井美帆、太田太河、岸田輝哉
機器人原畫
太田太河
音響/SE
湯村渉、岡田さとる、若林篤、松澤孝治、官永津、寺杣晶
音響監督
溝口綾

## 註解
1. ↑  .   [2012-03-18].
2. 1 2  .   [2012-01-09].
3. ↑  機戰OG Internet Radio AfternoonWAVE內杉田智和的發言
4. ↑  南夢宮萬代遊戲發售的超級機械人大戰系列原創作品不是用《萬普原創》，而是用《原創》來表示。

## 外部連結
- 萬普官方網站 超級機械人大戰A 介紹頁面
- 超級機械人大戰官方網站 超級機械人大戰A 介紹頁面 （页面存档备份，存于）
- 任天堂主頁 超級機械人大戰A 介紹頁面
- 超級機械人大戰官方網站 超級機械人大戰i 介紹頁面（Internet Archive的緩存）
- 超級機械人大戰A PORTABLE 官方網站 （页面存档备份，存于）
- PlayStation Official Site 超級機械人大戰A PORTABLE 介紹頁面 （页面存档备份，存于）